# 1873
- Wikisource

| Calendário gregoriano                                                        | 1873 MDCCCLXXIII                    |
| Ab urbe condita                                                              | 2626                                |
| Calendário arménio                                                           | 1322 – 1323                         |
| Calendário bahá'í                                                            | 29 – 30                             |
| Calendário budista                                                           | 2417                                |
| Calendário chinês                                                            | 4569 – 4570 Início a 29 de janeiro  |
| Calendário copta                                                             | 1589 – 1590                         |
| Calendário etíope                                                            | 1865 – 1866                         |
| Calendários hindus - Vikram Samvat - Calendário nacional indiano - Cáli Iuga | 1928 – 1929 1794 – 1795 4973 – 4974 |
| Calendário Holoceno                                                          | 11873                               |
| Calendário islâmico                                                          | 1290 – 1291                         |
| Calendário judaico                                                           | 5633 – 5634                         |
| Calendário persa                                                             | 1251 – 1252 Início a 21 de março    |
| Calendário rúnico                                                            | 2123                                |
| Calendário solar tailandês                                                   | 2416                                |

1873 (MDCCCLXXIII, na numeração romana) foi um ano comum do século XIX do actual Calendário Gregoriano, da Era de Cristo, e a sua letra dominical foi E (52 semanas), teve início a uma quarta-feira e terminou também a uma quarta-feira.
| Ano completo                        |
| ----------------------------------- |
| Ano comum com início à quarta-feira |

## Eventos
- Forma-se a cidade de Budapeste, unindo as cidades de Buda e Pest, na Hungria.
- Entre 1873 e 1881, Sigmund Freud estuda Medicina em Viena com Bruecke.
- É fundada a marca de instrumentos musicais Epiphone.

### Março
- 17 de março - Morte da Bem-aventurada Bárbara Maix
- 22 de março - Emancipação do município de Santo Ângelo, no Rio Grande do Sul.

### Abril
- 13 de abril - Fundação da cidade de Itambacuri, em Minas Gerais.
- 13 de abril - Convenção de Itú

### Maio
- 13 de maio - Fundação do município de Barreirinha, no atual estado do Amazonas.

### Junho
- 16 de junho - Criada a Cidade Comercial de Feira de Santana, atual cidade de Feira de Santana, na Bahia.

### Julho
- 1 de julho - A Ilha do Príncipe Eduardo se junta à Confederação do Canadá.

### Agosto
- 17 de agosto - Início da construção do Forte de Sacavém em Sacavém, concelho de Loures, distrito de Lisboa, em Portugal.

### Setembro
- 6 de setembro - Inauguração da linha de Caminho de Ferro Larmanjat entre Lisboa e Torres Vedras, serviço que se manteria até 1877, mais tarde substituída pela Linha do Oeste, em 1887.[1][2]

### Dezembro
- 23 de dezembro - Foi estabelecida a primeira ligação telegráfica entre as cidades do Rio de Janeiro e as de Belém do Pará, Recife e Salvador, com presença do Imperador Pedro II do Brasil.

## Nascimentos
- ? - Eufemio Zapata, militar revolucionário mexicano (m. 1917).
- 2 de janeiro - Anton Pannekoek, astrônomo e teórico marxista neerlandês (m. 1960).
- 2 de janeiro - Santa Teresa de Lisieux, religiosa carmelita e doutora da Igreja Católica. (m. 1897).
- 6 de janeiro - Juliano Moreira, médico brasileiro (m. 1932).
- 12 de janeiro - António Augusto de Chaby Pinheiro, actor português (m. 1933).
- 1 de abril - Sergei Rachmaninoff, compositor, pianista e maestro russo (m. 1943).
- 10 de abril - Kyösti Kallio, 4° presidente da Finlândia (m. 1940).
- 23 de abril - Theodor Körner, foi um político austríaco e presidente da Áustria de 1951 a 1957 (m. 1957).[3]
- 23 de abril - Arnold Van Gennep, antropólogo francês (m. 1957).
- 24 de abril - Casimiro Rodrigues de Sá, religioso, publicista, jornalista e político republicano português (m. 1934)
- 25 de abril - Fiel da Fonseca Viterbo, arquiteto e monárquico português (m. 1954)
- 20 de julho - Alberto Santos Dumont, aeronauta, esportista, autodidata e inventor brasileiro (m. 1932).
- 1 de agosto - William Ernest Hocking, filósofo norte-americano (m. 1966).
- 14 de agosto - Guangxu, penúltimo Imperador da China entre 1875 e 1908 (m. 1908).
- 26 de agosto - Lee De Forest, físico e inventor estado-unidense (m. 1961).
- 9 de outubro - Karl Schwarzschild, astrônomo e físico alemão (m. 1916).
- 23 de outubro - Francisco I. Madero, presidente do México de 1911 a 1913 (m. 1913).
- 20 de novembro - Ramón S. Castillo, presidente da Argentina de 1942 a 1943 (m. 1944).

## Mortes
- 26 de janeiro - Amélia de Leuchtenberg, princesa de Leuchtenberg e Eichstätt, imperatriz do Brasil (n. 1812).
- 9 de fevereiro - Carolina Augusta da Baviera, princesa da Baviera e princesa de Württemberg (n. 1792)
- 28 de fevereiro - Joaquim Caetano, diplomata e professor brasileiro, patrono da Academia (n. 1810).
- 17 de março - Bárbara Maix, religiosa austríaca fundadora da Congregação das Irmãs do Imaculado Coração de Maria (n. 1818).
- 25 de março - Wilhelm Marstrand, pintor dinamarquês (n. 1810)
- 1 de maio - David Livingstone, missionário e explorador escocês (n. 1813)
- 8 de maio - John Stuart Mill, filósofo (n. 1806)
- 14 de dezembro - Elise da Baviera, princesa da Baviera e rainha da Prússia (n. 1801)

## Por tema
- 1873 no Brasil
- 1873 na ciência
- 1873 no desporto
- 1873 na literatura
- 1873 na música